# Iry-Hor
Iry-Hor est un roi de la période prédynastique égyptienne et de la dynastie égyptienne zéro au cours de la période Nagada. Il est enterré dans la nécropole d'Oumm el-Qa'ab à Abydos.

## Attestations
Le roi est attesté en plusieurs endroits :
- la tombe du roi à Abydos, plus spécifiquement dans le puits B1, avec pas moins de vingt-deux poteries incisées au nom du roi, cinq fragments inscrits à l'encre ainsi qu'un sceau-cylindre ; un sceau d'argile avec les hiéroglyphes pour r-Ḥr a été trouvé dans la tombe de Narmer et peut faire référence à Iry-Hor[1],
- à Zaouiet el-Aryan dans la nécropole memphite, un sceau d'argile similaire avec les hiéroglyphes pour r-Ḥr a été trouvé dans les débris autour des tombes Z86 et Z89[2],[3],[1],
- sur le site minier du Ouadi 'Ameyra dans le sud du Sinaï, une inscription rupestre du roi a été découverte avec cinq autres, dont une de Ka, une de Narmer une de Djer et une de Nebrê ; l'inscription d'Iry-Hor a la particularité de mentionner le nom Ineb-hedj signifiant « Murs blancs », c'est-à-dire le premier nom de Memphis[4],
- une incision sur une fusaïole trouvée à Hiérakonpolis lors des fouilles de James E. Quibell et Petrie en 1900 pourrait le concerner[5],[1].

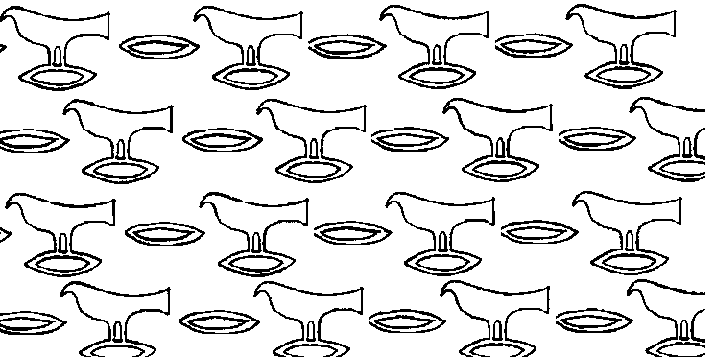
Scellement au nom d'Iry-Hor trouvé dans sa tombe à Abydos.
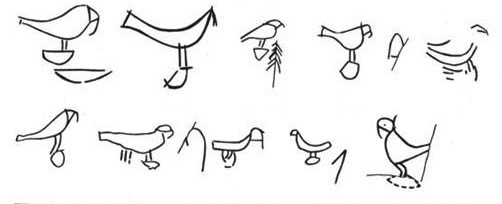
Nom d'Iry-Hor tel que trouvé dans sa tombe à Abydos.
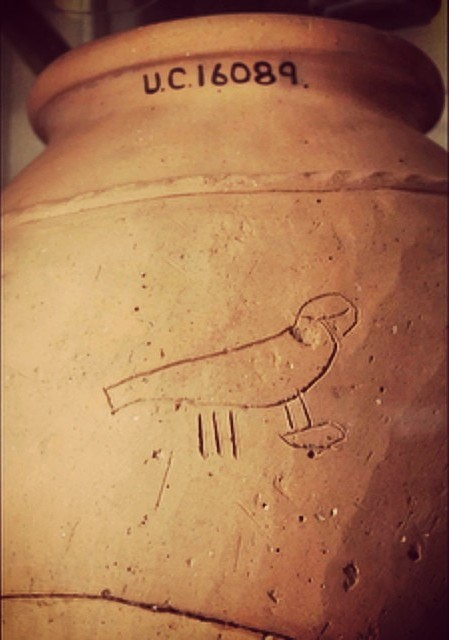
Vase inscrit au nom du roi et découvert dans sa tombe à Abydos (puits B1)- Musée Petrie, Londres (UC 16089).

## Lecture du nom
Le nom d'Iry-Hor est écrit avec le hiéroglyphe du faucon Horus (signe Gardiner G5) au-dessus d'un hiéroglyphe de la bouche (Gardiner D21). Alors que la lecture moderne du nom est Iry-Hor, Flinders Petrie, qui découvrit et fouilla le tombeau d'Iry-Hor à la fin du XIXe siècle, le lit « Ro », qui était la lecture habituelle du hiéroglyphe de la bouche à cette époque. Étant donné la nature archaïque du nom, la traduction s'est avérée difficile et, en l'absence d'une meilleure alternative, Ludwig D. Morenz a proposé que la traduction littérale soit conservée en donnant « Horus bouche ». Dans les années 1990, Werner Kaiser et Günter Dreyer traduisent le nom d'Iry-Hor par « Compagnon d'Horus ». Toby Wilkinson, qui a contesté que Iry-Hor était un roi, a traduit les signes par « Propriété du roi ». Après les fouilles d'Abydos et la découverte d'une inscription d'Iry-Hor dans le Sinaï en 2012, l'hypothèse de Wilkinson est aujourd'hui rejetée par la plupart des égyptologues et Iry-Hor est largement accepté comme un roi prédynastique de l'Égypte,,.
Les égyptologues Jürgen von Beckerath et Peter Kaplony rejetèrent également dans un premier temps l'identification d'Iry-Hor comme roi et proposèrent que les inscriptions connues se réfèrent à une personne privée dont le nom doit être lu « Ouer-Ra », (« wr-r3 », littéralement « Grande bouche »), c'est-à-dire que l'oiseau au-dessus du signe de bouche se lise en hiéroglyphe de l'hirondelle (signe Gardiner G36) plutôt que le faucon Horus. Ils ont traduit le nom par « porte-parole » ou « chef ». Cependant, la poursuite des fouilles du tombeau d'Iry-Hor à Abydos par Günter Dreyer a établi que le tombeau avait les mêmes dimensions et la même disposition que ceux de Ka et Narmer et devait donc appartenir à un roi.

## Règne
Iry-Hor était très probablement le prédécesseur immédiat de Ka et aurait donc régné à la fin du quatrième millénaire avant l'ère commune. 
Du fait de la position géographique des documents mentionnant son nom, Iry-Hor devait régner sur un territoire assez vaste, en partant au sud à Abydos, voire à Nekhen, vers le nord dans le delta oriental, le contrôle de cette dernière région lui permettant d'ailleurs d'accéder au Sinaï et aux ressources minières qui s'y trouvent, comme l'atteste l'inscription découverte au Ouadi 'Ameyra.
Il est à noter que l'inscription rupestre d'Iry-Hor mentionne la ville de Memphis, ce qui, en combinaison de l'attestation d'Iry-Hor à Zaouiet el-Aryan et celle de Ka à Helwan, montre que non seulement, la ville a été fondée avant le règne de Narmer, mais que ce site avait déjà une certaine importance. Ces éléments vont à l'encontre de la tradition qui attribuait au légendaire Ménès, assimilé probablement à Narmer ou Aha, la fondation de la ville de Memphis, mais aussi l'unification de la Basse et de la Haute-Égypte, unification qui devait donc être a minima bien avancée dès le règne d'Iry-Hor.

## Sépulture

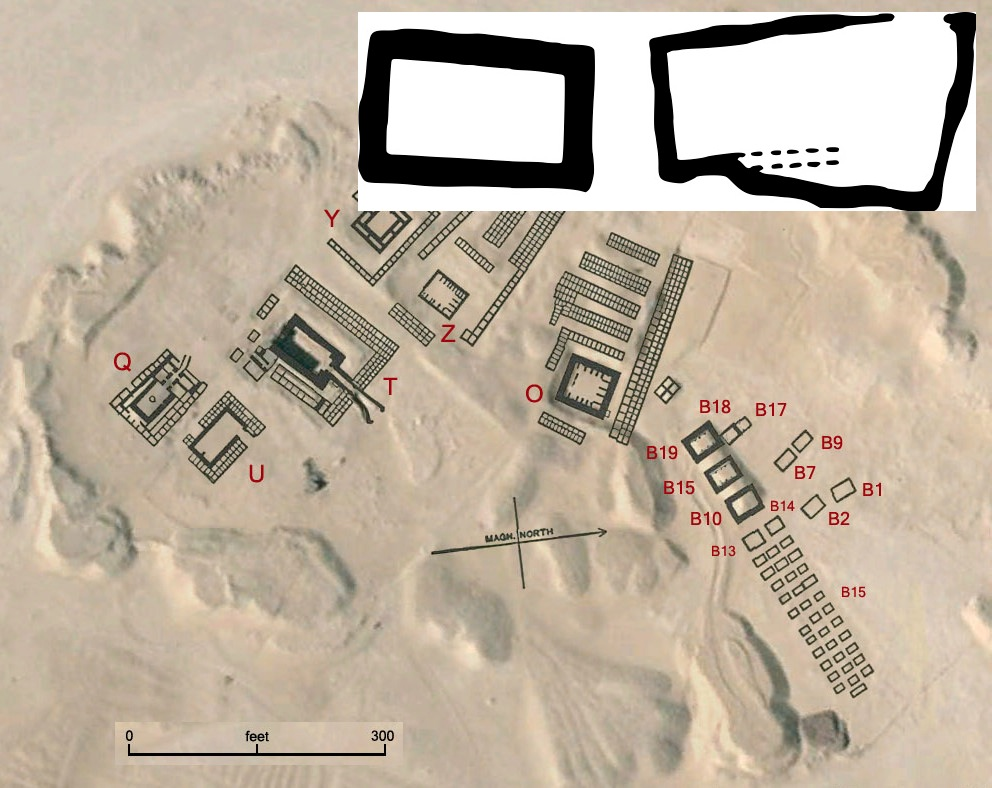
La tombe d'Iry-Hor à Oumm el-Qa'ab, localisée près des tombes de Ka (B7, B8, B9) et de Narmer (B17, B18).

La tombe d'Iry-Hor est le plus ancien tombeau de la nécropole B d'Oumm el-Qa'ab à Abydos. Elle comprend deux chambres souterraines distinctes B1 (6 × 3,5 m) et B2 (4,3 × 2,45 m) fouillées par Petrie en 1899 et plus tard par Werner Kaiser,.
Une autre chambre, maintenant appelée « B0 », a été découverte lors des nouvelles fouilles de la tombe de Iry-Hor dans les années 1990. Ces chambres ont une taille similaire à celles que l'on trouve dans les tombes de Ka et Narmer. Aucune superstructure, s'il y en a eu une, n'a survécu jusqu'à ce jour. La chambre B1 a donné des fragments de jarre gravés à son nom. La chambre B2 a produit un autre fragment de récipient incisé, une empreinte de sceau, plusieurs inscriptions à l'encre et des fragments de récipient portant les noms de Ka et Narmer Des parties d'un lit ont également été trouvées sur place.